# 胁迫
胁迫（英語：coercion，/koʊˈɜːrʒən, -ʃən/），或叫強迫、强制、压迫、非意愿性，是指使用威胁或武力迫使另一方以非自愿的方式采取行动的做法。它涉及到一系列不同类型的强迫行为，这些行为违反了个人的自由意志，以诱导期望的反应，例如:欺凌者向学生索要午餐钱或学生被殴打。这些行为可能包括敲诈、勒索、酷刑、威胁以引诱好处，甚至性侵犯。在法律上，胁迫被定为胁迫罪。这种行动被用作一种手段，迫使受害者以违背其自身利益的方式行事。胁迫可能涉及实际施加身体疼痛/伤害或心理伤害，以提高威胁的可信性。进一步伤害的威胁可能导致被胁迫者的合作或服从。

## 综述
强迫的目的是用自己的目的代替受害者的目的。因此，许多社会哲学家认为强制是自由的对立面。
不同形式的胁迫被区分:首先根据威胁伤害的种类，第二根据其目的和范围，最后根据其效果，它的法律、社会和伦理含义主要依赖于其效果。

### 身体上地
身体胁迫是最常被考虑的胁迫形式，其中有条件威胁的内容是对受害者、其亲属或财产使用武力。一个常用的例子是"用枪指着某人的头"（在枪口的威胁下——at gunpoint）或者“喉咙下的刀”（在刀尖的威胁下——at knifepoint或割喉）迫使受害者采取行动，否则受害者会被杀或受伤。这些是如此普遍，以至于它们也被用作其他形式的强迫的隐喻。
许多国家的武装部队使用行刑队来维持纪律，恐吓群众或反对派屈服或默默顺从。然而，也有非物质形式的强迫，威胁伤害并不意味着立即使用武力。拜曼和韦克斯曼(2000)将胁迫定义为“使用威胁武力，包括有限地使用实际武力来支持威胁，以诱使对手采取不同的行动。”